# Principato di Leiningen

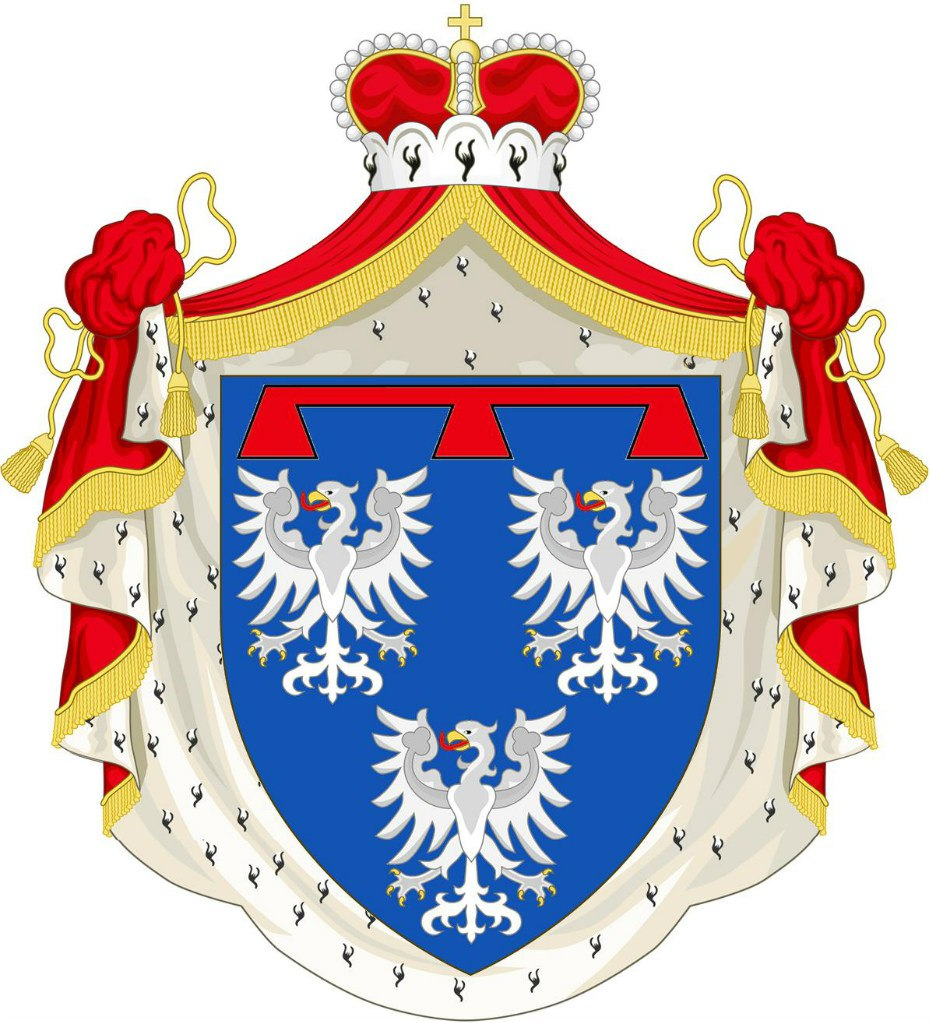
Stemma dei Principi di Leiningen

Il titolo di Principe di Leiningen (in tedesco Fürst zu Leiningen) fu creato dal Sacro Romano Imperatore Giuseppe II, che elevò Carlo Federico Guglielmo, Conte di Leiningen-Dagsburg-Hartenburg al rango di Principe del Sacro Romano Impero (Reichsfürst) il 3 luglio 1779. La famiglia è ancora esistente, e tutti i discendenti in linea maschile del beneficiario si fregiano del titolo di Principe(ssa) di Leiningen (Prinz(essin) zu Leiningen) con l'appellattivo di altezza serenissima. Il capo della casata è designato Il Principe di Leiningen (Fürst zu Leiningen) (notare la differenza tra i titoli principeschi nell'articolo Fürst).
Il secondo principe, Emich Carl, fu il primo marito della Principessa Vittoria di Sassonia-Coburgo-Saalfeld, madre della Regina Vittoria, ed i suoi figli rimasero legati alla loro sorellastra. Il quarto principe, Ernesto, intraprese una carriera nella marina reale britannica; il suo matrimonio con la Principessa Maria di Baden, una discendente dell'Elettrice Sofia di Hannover, fece sì che i loro figli entrassero nella linea di successione al trono britannico, anche se piuttosto in fondo alla lista. Il sesto principe, Carlo, sposò la Granduchessa Marija Kirillovna di Russia, figlia della Principessa Vittoria Melita di Edimburgo e Sassonia-Coburgo-Gotha che era a sua volta figlia di Alfredo, Duca di Sassonia-Coburgo-Gotha, secondo figlio maschio della Regina Vittoria. Come risultato, i loro discendenti oggi occupano posti più in alto nella linea britannica di successione, essendo nei primi cento.
Nel 1991, rimasto vedovo della prima moglie, il principe ereditario Karl Emich sposò Gabriele Renate Thyssen. Di conseguenza, il settimo principe, Emich, diseredò suo figlio maggiore. Questa decisione fu confermata dai giudici tedeschi, e così alla morte di Emich quello stesso anno gli succedette come capo della famiglia il suo secondo figlio maschio, Andreas, che è l'ottavo e attuale Principe.

## Principi di Leiningen
- Carlo Federico Guglielmo, I Principe di Leiningen (1724–1807)
- Emilio Carlo, II Principe di Leiningen (1763–1814)
- Carlo, III principe di Leiningen (1804–1856)
- Ernesto, IV Principe di Leiningen (1830–1904)
- Emich, V Principe di Leiningen (1866–1939)
- Carlo, VI principe di Leiningen (1898–1946)
- Emich Kirill di Leiningen, VII principe di Leiningen (1926–1991)
- Andrea, VIII principe di Leiningen (nato nel 1955)
  - suo erede apparente, Ferdinando, Principe Ereditario di Leiningen (nato nel 1982)